# Sonata de Vinteuil
La sonata de Vinteuil és una obra musical de ficció descrita en l'obra A la recerca del temps perdut de Marcel Proust. A la sonata s'hi fa referència especialment en la secció Un amor de Swann. 
El personatge Charles Swann associa una frase musical de la peça amb el seu amor per Odette de Crécy. Proust estava interessat en el poder de la música de provocar memòria involuntària, un terme que va inventar. La sonata Vinteuil és així comparable al conegut episodi celebrat de la magdalena més d'hora en la novel·la, el qual provoca memòries en la part del narrador.
En el context de la novel·la, la sonata és una obra contemporània. El compositor Vinteuil (no se'n facilita, a la novel·la, el seu nom) és un dels personatges de la Recerca. També s'hi narra que compon un septet. La sonata Vinteuil és identificable com a sonata de violí. Mentre les sonates de violí són avui majoritàriament descrites com per a violí i piano, Proust va preferir llistar els instruments a l'inrevés. Tanmateix, en temps de Proust anomenar una sonata de violí com per a piano i violí no era, de fet, inusual, com nombrosos exemples contemporanis demostren.
Al seu llibre publicat l’any 2015, André Vincens suggereix que, durant una lluna de mel que va durar quatre setmanes entre Marcel Proust i el compositor Reynaldo Hahn, aquest últim «va tocar per al seu amic la seva Sonata en re menor, una frase de la qual el va impressionar tant que es convertiria no només en “l’himne nacional de la seva relació”, sinó també en la famosa “petita frase de Vinteuil” que acompanya els amors de Swann i Odette a la Recerca.»
La sonata Vinteuil té una precursora en la novel·la inacabada Jean Santeuil de Proust, escrita en la dècada del 1890, però no publicada fins després de la seva mort. Aquí la composició musical no és una obra de ficció sinó laSonata núm. 2 per a violí op. 75 en re menor de Camille Sant-Saëns, la qual va ser escrita el 1885.